# Ольховский, Пётр Дмитриевич
Пётр Дмитриевич Ольховский (1852—1936) — генерал от инфантерии (06.12.1910), главный начальник Петроградского военного округа (27.07.1914-22.04.1915), главный начальник Московского военного округа (с 19.06. по 02.09.1915), член Военного совета Российской империи.

## Биография
Родился 26 июня 1852 года. Образование получил в Полтавской военной гимназии, по окончании которой 8 августа 1869 года был зачислен в 1-е военное Павловское училище, из которого был выпущен 11 августа 1871 года подпоручиком и прикомандирован к лейб-гвардии Павловский полк; зачислен в этот 17 августа 1872 года с переименованием в прапорщики гвардии; 30 августа 1874 года произведён в подпоручики и 30 августа 1877 года — в поручики.
В 1877 году Ольховский успешно сдал вступительные экзамены в Николаевскую академию Генерального штаба, однако в связи с начавшейся русско-турецкой войной в следующем году был по ускоренному выпуску из старшего класса назначен в действующую армию, 18 апреля был произведён в штабс-капитаны с переименованием в капитаны Генерального штаба. Принимал участие в завершающих боях с Турцией за Балканами.
С 31 октября 1878 года состоял старшим адъютантом штаба 9-го армейского корпуса, а с 24 ноября был старшим адъютантом штаба 9-й кавалерийской дивизии. 11 сентября 1880 года назначен штаб-офицером для особых поручений при штабе 9-го армейского корпуса и 12 апреля 1881 года произведён в подполковники. С 20 января 1882 года по 24 января 1883 года проходил цензовое командование батальоном в 144-м пехотном Каширском полку. 8 апреля 1884 года за отличие по службе произведён в полковники.
13 апреля 1886 года Ольховский был назначен начальником штаба 24-й пехотной дивизии, а 21 мая 1895 года получил в командование 95-й пехотный Красноярский полк. 29 апреля 1896 года перемещён на должность полкового командира в 94-й пехотный Енисейский полк.
Произведённый 29 января 1898 года в генерал-майоры Ольховский тогда же был назначен начальником штаба 21-го армейского корпуса. 26 апреля 1899 года он был переведён в войска Финляндского военного округа, где был назначен генералом для особых поручений при окружном командующем. 5 декабря 1900 года Ольховский получил в командование Финляндскую стрелковую бригаду. 15 сентября 1902 года возглавил штаб Финляндского военного округа, однако на этой должности он находился лишь до 31 декабря, когда был назначен начальником 1-й Финляндской стрелковой бригады.
25 июля 1904 года Ольховский был назначен временным командующим 3-й гвардейской пехотной дивизии и 6 декабря того же года с производством в генерал-лейтенанты был утверждён в занимаемой должности. 9 февраля 1908 года назначен командиром 22-го армейского корпуса, 6 декабря 1910 года произведён в генералы от инфантерии. С 26 августа 1912 года являлся помощником главнокомандующего войсками гвардии и Санкт-Петербургского военного округа великого князя Николая Николаевича Младшего.
После начала Первой мировой войны Ольховский был назначен главным начальником Петроградского военного округа, но вскоре получил в командование Варшавский отряд. В него вошли 27-й армейский корпус, Кавказская кавалерийская дивизия, бригада 1-й гвардейской кавалерийской дивизии и 1-й Астраханский казачий полк.
22 апреля 1915 года переведён в распоряжение Верховного главнокомандующего и 19 июня 1915 года был назначен главным начальником Московского военного округа.
2 сентября 1915 года Ольховский был назначен членом Военного совета Российской империи. После Февральской революции самоустранился от дел, а затем покинул Россию, хотя продолжал числиться в Военном совете до конца 1917 года.
В эмиграции во Франции. Участвовал в деятельности РОВСа, был членом полкового объединения лейб-гвардии Павловского полка, публиковался в эмигрантской прессе.
Скончался 14 мая 1936 года в Париже.

## Награды
- Орден Святого Станислава 3-й степени (1875)
- Орден Святой Анны 3-й степени (1881)
- Орден Святого Станислава 2-й степени (1888)
- Орден Святого Владимира 4-й степени (1892)
- Орден Святой Анны 2-й степени (1894)
- Орден Святого Владимира 3-й степени (14.05.1896)
- Орден Святого Станислава 1-й степени (06.12.1901)
- Орден Святой Анны 1-й степени (06.12.1906)
- Орден Святого Владимира 2-й степени (06.12.1912)
- Орден Белого орла (23.01.1915)